# ミヤマザクラ (競走馬)
ミヤマザクラは、日本の競走馬。主な勝ち鞍に2020年のクイーンカップ。

## 経歴
2019年8月18日、札幌競馬場の新馬戦でデビューし、ブラストワンピースの妹ホウオウピースフルの4着。2戦目の未勝利戦で、札幌芝2000メートルの2歳レコードをマークし初勝利を挙げる。11月23日の京都2歳ステークスでもマイラプソディの2着に入る。
3歳を迎えた2020年初戦、2月15日のクイーンカップでは2番手追走から直線で抜け出すと最後はマジックキャッスルの追撃をクビ差振り切り重賞初制覇を果たした。4月12日の桜花賞は重馬場に苦しみながらも、中団から脚を伸ばし5着。5月24日の優駿牝馬は7着に敗れ、初めて掲示板を外した。10月18日の秋華賞は道中好位を追走したが、終盤失速し14着の惨敗に終わった。秋華賞の後は長期休養に入り、4歳シーズンは全休した。
5歳となった2022年10月15日、初のダート戦となる太秦ステークスで約2年ぶりに復帰。ベルダーイメルの番手追走でレースを進めるが、直線で後続に捕まり12着に沈んだ。
6歳となった2023年は3月19日の名古屋城ステークスで始動したが終始後方のまま15着と大敗。5ヶ月の休養後、秋華賞以来の芝レースとなった8月27日の朱鷺ステークスでは2番手でレースを進めるも直線で失速して12着に終わった。そして、約3ヶ月後の11月17日付で競走馬登録を抹消された。引退後は北海道安平町のノーザンファームで繁殖牝馬となる。

## 競走成績
以下の内容は、JBISサーチおよびnetkeiba.comに基づく。
| 競走日     | 競馬場 | 競走名    | 格   | 距離（馬場）  | 頭 数 | 枠 番 | 馬 番 | オッズ （人気） | 着順 | タイム （上がり3F） | 着差 | 騎手          | 斤量 [kg] | 1着馬（2着馬）         | 馬体重 [kg] |
| ---------- | ------ | --------- | ---- | ------------- | ----- | ----- | ----- | --------------- | ---- | ------------------- | ---- | ------------- | --------- | ---------------------- | ----------- |
| 2019.08.18 | 札幌   | 2歳新馬   |      | 芝1800m（良） | 11    | 3     | 3     | 002.00（1人）   | 04着 | R1:54.7（35.4）     | -0.6 | 0藤岡佑介     | 54        | ホウオウピースフル     | 448         |
| 0000.08.31 | 札幌   | 2歳未勝利 |      | 芝2000m（良） | 16    | 1     | 2     | 002.60（2人）   | 01着 | R2:02.1（35.3）     | -0.8 | 0藤岡佑介     | 54        | （ナスノフォルテ）     | 452         |
| 0000.11.23 | 京都   | 京都2歳S  | GIII | 芝2000m（良） | 9     | 6     | 6     | 002.80（2人）   | 02着 | R2:01.8（36.5）     | -0.3 | 0O.マーフィー | 54        | マイラプソディ         | 460         |
| 2020.02.15 | 東京   | クイーンC | GIII | 芝1600m（良） | 14    | 1     | 1     | 003.80（2人）   | 01着 | R1:34.0（34.3）     | -0.0 | 0福永祐一     | 54        | （マジックキャッスル） | 464         |
| 0000.04.12 | 阪神   | 桜花賞    | GI   | 芝1600m（重） | 18    | 7     | 14    | 010.40（7人）   | 05着 | R1:36.9（37.8）     | -0.8 | 0福永祐一     | 55        | デアリングタクト       | 470         |
| 0000.05.24 | 東京   | 優駿牝馬  | GI   | 芝2400m（良） | 18    | 5     | 10    | 013.10（4人）   | 07着 | R2:24.9（34.1）     | -0.5 | 0武豊         | 55        | デアリングタクト       | 468         |
| 0000.10.18 | 京都   | 秋華賞    | GI   | 芝2000m（稍） | 18    | 1     | 1     | 018.30（6人）   | 14着 | R2:02.9（38.4）     | -2.3 | 0福永祐一     | 55        | デアリングタクト       | 488         |
| 2022.10.15 | 阪神   | 太秦S     | OP   | ダ1800m（良） | 16    | 4     | 7     | 039.4（11人）   | 12着 | R1:53.6（39.5）     | -2.5 | 0岡田祥嗣     | 54        | ハギノアレグリアス     | 482         |
| 2023.03.19 | 中京   | 名古屋城S | OP   | ダ1800m（稍） | 16    | 3     | 5     | 110.2（12人）   | 15着 | R1:53.3（38.7）     | -3.1 | 0岡田祥嗣     | 56        | ルコルセール           | 498         |
| 0000.08.27 | 新潟   | 朱鷺S     | L    | 芝1400m（良） | 17    | 3     | 6     | 087.5（13人）   | 12着 | R1:21.8（35.2）     | -1.0 | 0藤田菜七子   | 55        | テンハッピーローズ     | 500         |

- タイム欄のRはレコード勝ちを示す。

## 血統表
| ミヤマザクラの血統                   | ミヤマザクラの血統                    | ミヤマザクラの血統                | （血統表の出典）                  | （血統表の出典） |
| 父系                                 | ヘイロー系                            | ヘイロー系                        | ヘイロー系                        | [ § 2 ]          |
| 父 ディープインパクト 2002 鹿毛 日本 | 父の父*サンデーサイレンス 1986 青鹿毛 | Halo                              | Hail to Reason                    | Hail to Reason   |
| 父 ディープインパクト 2002 鹿毛 日本 | 父の父*サンデーサイレンス 1986 青鹿毛 | Halo                              | Cosmah                            |                  |
| 父 ディープインパクト 2002 鹿毛 日本 | 父の父*サンデーサイレンス 1986 青鹿毛 | Wishing Well                      | Understanding                     | Understanding    |
| 父 ディープインパクト 2002 鹿毛 日本 | 父の父*サンデーサイレンス 1986 青鹿毛 | Wishing Well                      | Mountain Flower                   |                  |
| 父 ディープインパクト 2002 鹿毛 日本 | 父の母*ウインドインハーヘア 1991 鹿毛 | Alzao                             | Lyphard                           | Lyphard          |
| 父 ディープインパクト 2002 鹿毛 日本 | 父の母*ウインドインハーヘア 1991 鹿毛 | Alzao                             | Lady Rebecca                      |                  |
| 父 ディープインパクト 2002 鹿毛 日本 | 父の母*ウインドインハーヘア 1991 鹿毛 | Burghclere                        | Busted                            | Busted           |
| 父 ディープインパクト 2002 鹿毛 日本 | 父の母*ウインドインハーヘア 1991 鹿毛 | Burghclere                        | Highclere                         |                  |
| 母 ミスパスカリ 2001 芦毛 日本       | 母の父Mr. Greeley 1992 栗毛           | Gone West                         | Mr. Prospector                    | Mr. Prospector   |
| 母 ミスパスカリ 2001 芦毛 日本       | 母の父Mr. Greeley 1992 栗毛           | Gone West                         | Secrettame                        |                  |
| 母 ミスパスカリ 2001 芦毛 日本       | 母の父Mr. Greeley 1992 栗毛           | Long Legend                       | Reviewer                          | Reviewer         |
| 母 ミスパスカリ 2001 芦毛 日本       | 母の父Mr. Greeley 1992 栗毛           | Long Legend                       | Lianga                            |                  |
| 母 ミスパスカリ 2001 芦毛 日本       | 母の母*ブルーアヴェニュー 1990 芦毛   | Classic Go Go                     | Pago Pago                         | Pago Pago        |
| 母 ミスパスカリ 2001 芦毛 日本       | 母の母*ブルーアヴェニュー 1990 芦毛   | Classic Go Go                     | Classic Perfection                |                  |
| 母 ミスパスカリ 2001 芦毛 日本       | 母の母*ブルーアヴェニュー 1990 芦毛   | Eliza Blue                        | Icecapade                         | Icecapade        |
| 母 ミスパスカリ 2001 芦毛 日本       | 母の母*ブルーアヴェニュー 1990 芦毛   | Eliza Blue                        | *コレラ                           |                  |
| 母系(F-No.)                          | ブルーアヴェニュー(USA)系(FN:2-r)     | ブルーアヴェニュー(USA)系(FN:2-r) | ブルーアヴェニュー(USA)系(FN:2-r) | [ § 3 ]          |
| 5代内の近親交配                      | 5代内アウトブリード                   | 5代内アウトブリード               | 5代内アウトブリード               | [ § 4 ]          |
| 出典                                 | 1. 2. 3. 4.                           | 1. 2. 3. 4.                       | 1. 2. 3. 4.                       | 1. 2. 3. 4.      |

- 全兄に2016年のスプリングステークスを制したマウントロブソン[11]。
- 母ミスパスカリはJRA3勝、2005年マーメイドステークス3着の実績がある。また半兄に2001年JRA賞最優秀ダートホースのクロフネがいる。